# Monte Romano
Monte Romano é uma comuna italiana da região do Lácio, província de Viterbo, com cerca de 1.939 (Cens. 2001) habitantes. Estende-se por uma área de 85,99 km², tendo uma densidade populacional de 22,55 hab/km². Faz fronteira com Blera, Tarquinia, Tolfa (RM), Tuscania, Vetralla, Viterbo.

## Demografia
| Variação demográfica do município entre 1861 e 2011                               |
|                                                                                   |
| Fonte: Istituto Nazionale di Statistica (ISTAT) - Elaboração gráfica da Wikipedia |